# IKI
IKI er et dansk vokalensemble bestående af kvinder fra Danmark, Norge og Finland, og musikken er improviseret i en stil der blander klassisk, jazz, pop og avant-garde.
I 2011 blev deres udgivelse IKI kåret som Årets Danske Vokaljazzudgivelse under Danish Music Award Jazz.
Den 11. november 2014 udgav de Lava, deres andet album der var indspillet på Island og som var et samarbejde med guitaristen Hilmar Jensson.
Bandet udgav albummet Oracle i foråret 2018, et samarbejde med lydkunstner og producer Mike Sheridan.
Gruppen består per 2018 af Kamilla Kovacs, Anna Mose, Guro Tveitnes, Johanna Sulkunen og Jullie Hjetland.
Tidligere har Mari Tveito, Sofie Holm, Mia Marlen Berg, Anna Maria Björnsdóttir og Mette Skou været i ensemblet.

### Link
- Gruppens hjemmeside